# 默基特希臘禮天主教安提約基雅宗主教區
默基特希臘禮天主教安提約基雅宗主教區（拉丁語：Patriarchatus Antiochenus Melchitarum）是敘利亞一個東儀天主教會（默基特希臘禮）宗主教區。下轄兩個宗主教代牧區。教座位於大馬士革。
1724年原屬安條克正教會的安條克牧首改宗天主教會，1729年獲當時的教宗承認。1838年宗主教獲得安提約基雅暨全東方、亞歷山大暨耶路撒冷宗主教的頭銜。現任安提阿宗宗主教為若瑟·阿布斯。

## 外部連結
- Homepage des Melkitischen Patriarchats von Antiochia (arabisch)
- 在Catholic-Hierarchy.org上的diocese/danme.
- Beschreibung auf www.gcatholic.com （页面存档备份，存于） (englisch)